# 金色小沙丁魚
金色小沙丁魚為輻鰭魚綱鲱形目鲱科的其中一種，分布於東大西洋區，從直布羅陀至南非海域，棲息深度可達350公尺，體長可達31公分，棲息在沿海海域的迴游性魚類，成群活動，屬肉食性，以甲殼類、橈腳類等為食，為高經濟價值的食用魚。

## 擴展閱讀
維基物種上的相關：金色小沙丁魚